# Historia ducum Venetorum
Als Historia Ducum Venetorum (früher: Historia Ducum Veneticorum) wird eine Handschrift des späten 12. oder der Mitte des 13. Jahrhunderts bezeichnet, die sich unter der Signatur H V 44 in der Bibliothek des Seminario Patriarcale in Venedig befindet. Sie füllt in diesem Codex die Blätter 35 bis 45. Der Codex enthält zugleich eine Abschrift des Chronicon Altinate, eine Chronik, die aus dem 13. Jahrhundert stammt. 
Zeitlich reicht die Handschrift von der Herrschaft des Dogen Ordelaffo Falier (1102–1118) bis zum Frieden von Venedig (1177), um dann nach einer erheblichen Lücke mit Ereignissen der Jahre zwischen 1203 und 1229, und dies auch nur episodisch, fortzusetzen. Aller Wahrscheinlichkeit nach entstand die Handschrift vor 1247.

## Titel
Der lange Zeit gebräuchliche Titel Historia Ducum Veneticorum wurde von dem Herausgeber Henry Simonsfeld vorgeschlagen und weitgehend akzeptiert. Mit der Edition durch Luigi Andrea Berto wurde der Titel leicht abgewandelt, seither heißt das Werk Historia Ducum Venetorum. Dies begründete der Herausgeber damit, dass innerhalb der Handschrift die Venezianer ausschließlich als „Veneti“ bezeichnet würden, niemals als „Venetici“.

## Manuskripte, Zeitraum
Die Handschrift gehörte Marin Sanudo d. J. und bildete die Grundlage für die von Henry Simonsfeld für die Monumenta Germaniae Historica besorgte Edition. Luigi Andrea Berto gab eine weitere Abschrift an, die allerdings erst im 19. Jahrhundert entstanden ist (Museo Correr, codex Cicogna n. 2180, Bl. 29r–40r). Nach Sante della Valentina, Kaplan der Bruderschaft San Rocco, handelt es sich dabei um eine getreue Abschrift der Historia des 13. Jahrhunderts. Dabei sind die Blätter 36a bis 36b eingefügt worden. Sie stellen einen kleinen Teil der von Cicogna bereitgestellten Edition. Sie stammen wiederum von Angelo Zon, der seinerseits erklärte, er habe sie aus einem Codex der Biblioteca Marciana abgeschrieben, exzerpiert aus einem Buch des Giovanni Cornaro, der wiederum eine Transkription aus einer „historia latina“ des Antonio Marsilio vorgenommen hatte, der Kanzler im Dogenpalast Mitte des 16. Jahrhunderts war. Dieses Exzerpt bezieht sich auf die Herrschaft des Dogen Sebastiano Ziani, und es repräsentiert damit einen Teil des verlorenen Abschnitts der Handschrift des 13. Jahrhunderts (dazu einige Daten im Zusammenhang mit dem Frieden von Venedig, 1177). Das Originalmanuskript weist eine zeitliche Lücke auf. Sie beginnt bei der Anreise Papst Alexanders III. nach Venedig. Seine Fortsetzung beinhaltet Schilderungen zur ersten Belagerung Konstantinopels im Jahr 1203 während des Vierten Kreuzzugs. Luigi Andrea Berto füllte einen kleinen Teil der Lücke mit dem Textteil des Manuskripts aus dem 19. Jahrhundert, genauer, bis zum Ende der Herrschaftszeit Sebastiano Zianis (1178). Damit umfasst die zeitliche Lücke die Jahre zwischen 1178 und 1203.

## Editionen: Cicogna, Simonsfeld, Berto
Emmanuele Antonio Cicogna publizierte als erster einen Teil der Historia Ducum auf der Grundlage des besagten Codex Cicogna. Diese wurde jedoch weitgehend ignoriert, denn maßgeblich wurde für lange Zeit die Edition von Henry Simonsfeld für die Monumenta Germaniae Historica, die unter dem Titel Historia Ducum Veneticorum erschien. Diese basierte auf Codex H V 44. Diese Edition erlebte 1925 eine Neuauflage und wurde später nochmals nachgedruckt. 
Simonsfeld füllte die besagte Lücke zwischen 1177 und 1203 kurzerhand durch entsprechende Passagen aus der Venetiarum Historia des 14. Jahrhunderts, mithin „ex chronico quod vocant Iustiniani“, wie Simonsfeld anmerkte (Codex Lat. X 36a der Biblioteca Marciana, Pietro Giustinian zugewiesen). Der einzige Grund dafür lag für Simonsfeld überraschenderweise darin, die beiden Handschriften hätten die gleiche Erzählweise. Diese Edition hatte zur Folge, dass die zeitliche Lücke etwa in Bezug auf Enrico Dandolo durch Abschnitte aus der Historia Ducum gefüllt wurde, die gar nicht aus dieser Handschrift stammten.
Die Edition, die Luigi Andrea Berto unter dem Titel Historia Ducum Venetorum vorlegte, ließ die Lücke bestehen. Wie Simonsfeld bietet Berto Unterteilungen, die allerdings im völlig ungegliederten Manuskript nicht vorkommen.

## Datierung
Mit der Begründung, die Chronik ende mit dem Jahr 1229, nahm man an, sie sei unmittelbar danach angefertigt worden. Allerdings wurde auch gemutmaßt, ob sie nicht kurz nach 1177 entstanden sein könnte, um erst sehr viel später, eben nach der besagten Lücke, in Form eines eigenständigen Werkes fortgesetzt zu werden. Mangels weiterer Handschriften lässt sich diese Frage bis heute nicht beantworten. Immerhin lässt sich zeigen, dass der Abschnitt nach der Lücke erheblich weniger historische Details aufweist, als der davorliegende. Möglicherweise war also der Verfasser gar kein Zeitgenosse Pietro Zianis, denn er lässt wesentliche Ereignisse aus, schildert bekannte nur oberflächlich. Möglicherweise hatte der Autor aber auch persönliche Motive, wie eine Krankheit, die ihn dazu veranlassten, eher episodisch als kontinuierlich zu schreiben. Girolamo Arnaldi und Lidia Capo folgerten aus einem Satz, der sich auf die Flottenexpedition unter dem Dogen Domenico Michiel in den Jahren 1122 bis 1124 bezog, und in dem es heißt „nefanda gens Saracenorum, que tempore illo civitatem Tyri et Ascalonis adhuc possidebat“, dass der Autor von der Eroberung der beiden Städte durch die „Sarazenen“ in den Jahren 1292, bzw. 1247 noch nichts wusste. Mit diesem Argument ließe sich die Abfassung der Historia ducum in die Zeit vor 1247 einordnen. Dennoch könnte es sich weiterhin um zwei Arbeitsphasen des Verfassers handeln. Dieser sah vor, ein Lob voller Optimismus auf den Dogen Pietro Ziani abzufassen, der jedoch 1229 starb, womit das Werk abgebrochen wurde. Der Autor notierte in den nächsten Jahren zwar den ein oder anderen Vorgang, doch deutlich exemplarischer.
Inhaltlich steht der Autor nach Giorgio Cracco an der Grenze zwischen dem dogalen und dem kommunalen Venedig, zwischen der Epoche, in der die Dogen beinahe absolute Herrscher waren, und jener Zeit, in der mächtige Gremien entstanden waren, die die Macht des Dogen zunehmend begrenzten. Der Autor scheint der untergegangenen Epoche wohlwollender gegenüberzustehen, was erklären könnte, warum er mit dem Tod Zianis abbrach. Giorgio Cracco schlug daher vor, den Titel der Historia ducum in „Gesta Veneticorum per duces“ zu ändern. 
Șerban V. Marin wiederum bezweifelt, ebenso wie Luigi Andrea Berto, dass sich ein solcher scharfer Bruch erkennen lasse. Außerdem, so Marin, lobe der Autor gar nicht so sehr die Dogen, als Venedig und die Venezianer insgesamt. So schreibt dieser etwa, Gott habe immer Ehre, Reichtum und Ruhm für die Venezianer gehabt. Ein weiterer Aspekt ist der Drang, die innere Harmonie Venedigs zu belegen.

## Editionen
- Henry Simonsfeld (Hrsg.): Historia ducum Veneticorum, MGH, Scriptores 14, Hannover 1883, S. 72–97. (Digitalisat)
- Luigi Andrea Berto (Hrsg. und Übersetzer): Testi storici Veneziani : (XI-XIII secolo). Historia ducum Venetorum, Annales Venetici breves, Domenico Tino, Relatio de electione Dominici Silvi Venetorum ducis (=Medioevo Europeo, 1), CLEUP XXXVI, Padua 1999.[1] (Textedition)